# Ganache
La ganache és una crema de trufa de xocolata i crema que s'empra per a farcir o cobrir postres, pastissos i bombons.
La ganache pot ser fosca o clara segons de la proporció i del tipus de xocolata, fruits secs i nata que s'empre en la seua elaboració. Es pot aromatitzar amb vainilla, moka, rom, o licors diversos. Una variant és l'anomenada Pariser Creme d'Àustria, amb proporcions de meitat crema, meitat xocolata.
La paraula francesa provindria d'un aprenent que, per error, hauria vessat crema de la llet, calenta, sobre xocolata, i que s'hauria fet tractar de ganache, «ruc, estúpid» fins que es va descobrir finalment que la nova mescla era una bona idea.